# Stare Gronowo (gmina)
Stare Gronowo (do 1947 Gronowo) – dawna gmina wiejska istniejąca w latach 1945–1954 w woj. pomorskim, szczecińskim i koszalińskim (dzisiejsze woj. pomorskie). Siedzibą władz gminy było Stare Gronowo.
Gmina Gronowo powstała po II wojnie światowej (1945) na terenie tzw. Ziem Odzyskanych (tzw. III okręg administracyjny – Pomorze Zachodnie). 25 września 1945 gmina – jako jednostka administracyjna powiatu złotowskiego – została powierzona administracji wojewody pomorskiego, po czym z dniem 28 czerwca 1946 została przyłączona do woj. szczecińskiego. 6 lipca 1950 gmina wraz z całym powiatem złotowskim weszła w skład nowo utworzonego woj. koszalińskiego. Z końcem 1947 roku nazwę zmieniono na Stare Gronowo.
Według stanu z 1 lipca 1952 gmina składała się z 5 gromad: Batorowo, Buka, Drozdowo, Nowe Gronowo i Stare Gronowo. Gmina została zniesiona 29 września 1954 wraz z reformą wprowadzającą gromady w miejsce gmin. Jednostki nie przywrócono 1 stycznia 1973 wraz z kolejną reformą reaktywującą gminy.
Zobacz też: gmina Gronowo Elbląskie.